# Сеполь (деревня)
Сеполь — деревня в Кочёвском районе Пермского края. Входит в состав Кочёвского сельского поселения. Располагается юго-восточнее районного центра, села Кочёво, на левом берегу реки Сеполь. Расстояние до районного центра составляет 15 км. По данным Всероссийской переписи населения 2010 года, в деревне проживало 407 человек (205 мужчин, 201 женщина) .

## История
По данным на 1 июля 1963 года, в деревне проживало 312 человек. До конца 1962 года населённый пункт являлся административным центром Сепольского сельсовета, а в 1963 году деревня вошла в состав Кочёвского сельсовета.